# Jan Philipp Albrecht
Jan Philipp Albrecht (* 20. prosince 1982, Braunschweig) je německý politik, v letech 2009–2018 poslanec Evropského parlamentu za stranu Svaz 90/Zelení. Specializuje se v oblasti občanských práv, ochrany dat a demokracie.
Albrecht vystudoval právo v Brémách, Bruselu a Berlíně a pracoval pro Walter-Hallstein Institut v Berlíně. Mezitím dokončil své postgraduální studium na univerzitě v Hannoveru a Oslu.
Byl mluvčím Green Youth v Německu v letech 2006–2008. V roce 2009 byl zvolen za Zelené do Evropského parlamentu, jako nejmladší poslanec za Německo.